# 国盗り物語
『国盗り物語』（くにとりものがたり）は、司馬遼太郎の歴史小説。戦国時代、一介の油売りから身を起こし美濃国の国主になった斎藤道三と、隣国の尾張国に生まれ破天荒な政略・軍略で天下布武を押し進めた織田信長を扱った作品である。
『サンデー毎日』誌上で、1963年8月から1966年6月まで連載された。

## 概要
司馬の代表作の一つとして広く知られ、『新史太閤記』・『関ヶ原』へと連なる「戦国三部作」の緒作である。
斎藤道三が悪謀の限りを尽くして美濃一国を鮮やかに掠め盗るピカレスク・ロマン『斎藤道三編』と、道三の娘婿で「うつけ殿」と馬鹿にされながらも既存の常識にとらわれない奇抜な着想で天下統一への足がかりをつけた織田信長を主人公とする『織田信長編』から成る。『信長編』では、信長を主役に据えながらも道三の甥である明智光秀の視点から信長が語られる場面が多く、光秀が事実上もう一人の主人公として登場する。むしろ、信長を含まない光秀の描写（足利義昭、細川藤孝とのやりとりなど）がその逆に対して圧倒的に多く、事実上は光秀篇に近い内容となっている。
連載当初は道三の生涯のみを扱う構想であったが（タイトルの『国盗り物語』は道三の生涯にちなんだもの）、編集部の要請を受けて連載は続けられ『道三編』と『信長編』の2部構成となった。司馬によると、中世の崩壊期に現れた道三が「美濃の中世体制の中で近世を予想させる徒花を咲かせ」てその種子が婿の信長と甥の光秀に引き継がれることとなり、道三から見れば相弟子ともいえる2人が「本能寺で激突するところで書きおこしたときの主題が完結する」ために、「稿を新たにして後半を書いた」という。
本作は司馬の長編小説の中でも構成に破綻がなく秀作と評される傾向にあり、伊東光晴らが選んだ『近代日本の百冊』（講談社、1994年）の中の一冊にも選ばれている。

## あらすじ

### 斎藤道三編
「国主になりたいものだ」などと、さながら狂人のような夢を抱いて洛中に現れた男がいた。男の名は松波庄九郎。かつては僧門に身を置き妙覚寺本山で比類なき学識を謳われたものの、退屈な僧院の生活を厭って寺を飛び出し、還俗して牢人となった。ほどなくして庄九郎は京洛有数の油問屋の身代をまるまる手に入れるものの、自らの望みを捨てることはできなかった。望みとは、国主となりいずれは天下をも手にしたいという件の狂人の夢である。余人が聞けば嘲笑されるような妄望であったが、この男は学は内外を極め、兵書や武術にも通じ、さらには公家も及ばぬ芸道の才も備え、万能ともいえる才覚に恵まれていた。庄九郎は油問屋を捨てることを決意し、野望に満ちたその目は東に向けられた。豊沃の田地に恵まれ、京に近く、東西の交通の要地にある美濃国。この国を征したものは天下も征すると確信した庄九郎は、己の智謀をもって美濃一国を盗み取る「国盗り」に挑むことにする。
遠く鎌倉の世より美濃に封じられた土岐氏は、守護大名という地位の下で偸安の生活に耽り、惰弱柔媚の沼に沈んでいた。美濃の土を踏んだ庄九郎は旧知の伝を辿り、守護である土岐政頼の弟の頼芸に拝謁する。頼芸はあふれんばかりの多芸の才を持つ庄九郎を気に入り、臣下に加えていたく寵愛した。頼芸は数年前に兄との相続争いに敗れて以来、郊外の館で逼塞する身であったが、庄九郎は鮮やかな策謀で政頼を国外へと追い払い、頼芸を守護の座に就かせることに成功する。頼芸の信頼はいよいよ高まり、庄九郎は美濃国の実権を握るべく、謀略に謀略を重ねて政敵を排除し、自らの権力基盤を固めていった。うかつに手を出せば毒牙にかかりかねぬその謀才は美濃の侍達を震えあがらせ、庄九郎は「蝮」という蔑称とともに恐れられた。
かくして美濃の重臣の地位に就いた庄九郎であったが、美濃侍の多くは得体の知れぬ他所者が専横的に振る舞う様を苦々しく見ていた。やがて庄九郎が得意の謀略で旧政頼派の首魁を抹殺するや彼らの憤懣は爆発し、庄九郎は失脚に追い込まれる。庄九郎は再び出家することを宣言して京へ帰ることとなるが、ほどなくして尾張の大名・織田信秀が大軍を率いて美濃へ攻め込み、庄九郎はそれを機会に美濃へ戻り、巧みな采配を振るって織田軍を撃退する。庄九郎は「海内一の勇将」と讃えられ、期を同じくして起こった水害でも見事な復興指揮をとって絶大な支持を得た。もはや庄九郎を悪し様に罵る者はなくなり、庄九郎は頼芸の薦めで世継の絶えていた守護代・斎藤氏の名跡を継ぐ。すでに穏やかな領地経営で領民に慕われていた庄九郎は美濃を去る際に一時名乗った法名から「道三さま」と尊称されており、「斎藤道三」の名が世に響くこととなる。美濃の実権を手にした庄九郎は、美濃を己の思う国に作り変えるべく、政体の刷新にとりかかった。美濃社会に厳然として根を下ろす門閥主義を廃し、能さえあれば出自を問わず下層民をもさかんに取り立てた。さらに巨大寺社に握られていた物品の専売特権を打ち破り、経済の振興を奨励して自由な商業行為を認める「楽市楽座」を実現させようとした。庄九郎の政治思想はそのまま中世的秩序の破壊に繋がるものであり、この男の敵とは亡霊のように残存する中世秩序そのものといえた。庄九郎は自身を革命を望む天が遣わした申し子と豪語し、旧弊成力に大鉈を振るい果断に改革を進めていった。
国内の抵抗をあらかた鎮圧すると、庄九郎は半ば置き捨てられていた稲葉山城に大改築を加え、諸国に類のない巨大城郭に生まれ変わらせた。天嶮に恵まれ四方の国々を睥睨する城を手に入れた庄九郎は、永く待ち続けた気運がいよいよ到来したことを確信する。美濃の侍連は近隣の大名の軍拡ぶりを目の当たりにして強力な指導者を求めていた。領民達はもとより庄九郎の穏当な領地経営を歓迎している。翻って守護たる頼芸は酒色に惑溺するばかりで人望を失っており、もはや誰憚ることなく野望を成し遂げる時が来たと判断した庄九郎は、頼芸を美濃から追放して守護の座を奪いとった。ついに念願の「国盗り」を完成させた庄九郎は、戦国大名・斎藤道三として美濃国に君臨することとなる。
還俗して寺を出て二十年余、美濃の「国盗り」は成就させたものの、しかし天下を取るという野望はもはや幻でしかなかった。庄九郎、いや道三はすでに大きく齢を重ね、天下を窺うなどという時間はもはやその身には残されてはいなかった。かねてより「蝮」と畏怖されてきた男も、いまや老境に達する年を迎えようとしていた。

### 織田信長編
度重なる戦で手痛い敗北を被った織田信秀は美濃との和睦を図り、世継の信長の縁談を道三に申し入れる。道三はこれを了承するものの、ところが信長という男は尾張では知らぬ者のない「うつけ殿」で、奇行ばかり繰り返す評判の馬鹿殿だった。信秀が急逝して家督を継いだ後も素行の悪さは改まることはなかったが、しかし道三は一期の対面で信長の資質を見抜いた。奇矯な振る舞いの奥に常識にとらわれぬ破天荒な想像力を見た道三は、以後舅と婿の関係を超えて厚情を示し、さながら師のように様々な教示を信長に与えた。ほどなく道三は世子の義竜との間に干戈を交えることとなり、信長に美濃一国を譲るという遺言状をしたためて出陣し、長良川の戦いで戦死する。自身の果たせなかった天下取りの夢を信長に託し、徒手空拳で美濃一国を手に入れた梟雄はここにその生涯を終えた。
いま一人、道三には信長と同じくその器量を高く見込んだ者がいた。甥の明智光秀という若者であり、道三はこの光秀の聡明さを高く買って猶子とし、かねてより手ずから教示を与えていた。その才覚を惜しんだ道三の命により美濃を落ち延びた光秀は、諸国を流浪した末に足利将軍家の知己を得る。光秀は室町幕府の再興に己の生を賭けることを誓うが、時を同じくして桶狭間の戦いに臨んだ信長が東海の大大名・今川義元を鮮やかに討ち取ったという噂を耳にする。共に亡き道三の相弟子であるものの、「うつけ殿」に何ができると信長を侮っていた光秀は、その劇的な勝利に衝撃を受ける。信長は次いで美濃を攻め、稲葉山城の戦いでも勝利を得て美濃を併呑した。華々しい戦勝を上げた信長の名は天下に轟くこととなり、もはや「うつけ殿」などと嘲う者はいなくなった。信長は稲葉山城下を岐阜と改め、かつて道三が天下取りを夢見た豊穣の地を手に入れる。
永禄の変で将軍義輝が暗殺された後、光秀は幽閉されていた弟の義昭を救い出し、義昭を新将軍に擁立するべく奔走を始める。光秀はひとまず越前の朝倉氏に庇護を頼むが、朝倉氏は抵抗勢力と交戦してまで京へ上る気はなかった。義昭は旭日昇天の勢いにある信長に将軍擁立を頼むことを望み、快諾した信長によって美濃へと迎えられる。義昭の推挙で信長に仕えることとなった光秀は、織田家中に入ったことにより政軍ともに卓抜したその能力を目の当たりにし、信長への評価をいよいよ改めねばならなくなる。光秀が一驚したのは諸事につけ徹底した信長の合理主義だった。信長は破竹の勢いで抵抗勢力を蹴散らしてたちまち上洛を実現させるものの、その戦術は伝統兵法などまるで無視した徹頭徹尾合理性で貫かれたものだった。信長の合理主義は中世的で非合理な既存の社会を破壊しようとするその統治思想にも現れており、光秀は室町幕府という旧体制の再興の果てに乱世の収拾を見ていたが、信長という男はまったく新たな秩序を創造しようとしていた。遅まきながら道三が信長に目をかけた理由を得心した光秀は、この男はあるいは天下を取るやも知れぬと考えるようになる。義昭の擁立もその権威に人心収攬の価値があるから利用したにすぎず、古い権威に微塵の価値も認めぬ信長はもとより室町将軍への畏敬など欠片も持ってはいなかった。やがて当の義昭も信長のその魂胆を察した。飾り物として奉られるだけの地位に憤慨した義昭は密かに信長討伐の御教書をばら撒き、書状に応じた大名達は諸国で次々と立ち上がり、反織田同盟が形成されて信長は窮地に陥ることとなる。
以後、信長は反織田同盟の切り崩しに躍起になるが、やがて甲斐の太守・武田信玄が上洛を図るという噂が天下を駆け巡った。反信長を標榜する諸大名にとってこの甲州の巨人の西上は最大の切望であったが、ところが信玄は進軍途中に突然の病に斃れて急死する。光秀は信長の強運に驚嘆し、天下を制するのは器量の有る無しではなく、器量を超えた天命を手にする者かと感ずる。信玄の死により、反織田同盟には大きく亀裂が入った。信玄の死を知らずに挙兵した義昭は信長の猛反撃を受けて京を追放され、室町幕府はここに滅亡した。すでに義昭の人物に幻滅していた光秀は敢えて幕府の崩壊を止めようとは思わなかったが、己が半生をかけて成し遂げようとした幕府再興の望みが崩れ去ったことに寂寞たる感慨を抱かずにはいられなかった。将軍家の消滅により光秀は正式に織田家の一将となり、その有能さを買った信長の命で、反抗勢力の討滅に駆け廻ることとなる。将軍追放に続いて信長は仇敵であった浅井・朝倉両氏も滅ぼし、長篠の戦いでは信玄亡き後の武田軍を壊滅させ、本願寺の一向衆も十年余に渡る長期戦の末に屈服させることに成功する。
本願寺の降伏をもって反織田同盟はついに終焉を迎えた。先立って近江に安土城を完成させていた信長は、古今無双の大城郭に居を据え、天下人としての礎を固めた。畿内が平定されたことにより、長年討滅戦に明け暮れた光秀も久方ぶりの閑休を得る。しかし、その心中は平らかではなかった。すでに光秀は信長を天下を取れる傑物と評価を改めていたものの、その人間性に対しては尊崇心を抱けなかった。共に道三から教示を受けた間柄ではあったが、道三の備えていた豊かな古典教養を受け継いだ光秀と、道三の破壊的な資質を受け継いだといえる信長の性格はあまりにも対照的であり、しばし衝突することもあった。また、信長は自らの統一事業を阻む輩は凄惨なやり方でこれを殲滅し、光秀をたびたび戦慄させた。さらに長年の労苦に耐えてきた部下すらも用済みと見るや些細な罪過を咎めて放逐し、人間をさながら道具のようにしか扱わぬその酷薄さにも光秀は恐懼した。中国の平定にも目処がつき、自分という道具がすでに不要と思われ始めていることを察した光秀は、もとより信長とそりの合わぬ自分などいつ同じような非業に遭うかと懊悩する。そう思いつめるほどに、光秀の神経は病み始めていた。やがて山陽道への出征を控え、信長が僅かな供回りを連れただけで京の本能寺に滞在することを知るに及んで、光秀はついに信長に叛旗を翻すことを決断する。
「敵は本能寺にあり」という号令とともに光秀の軍勢は京へ雪崩込み、たちまち本能寺を包囲した。光秀の謀叛を知った信長は、到底これを撥ね退ける術のないことを頓悟するや、是も非も無く己の死を受け入れ、寺に火を放って自刃する。さながら中世秩序を破壊するために生まれてきたような男の遺骸は、豪火に包まれて姿を消した。京を征した光秀はすぐさま近江をも平定し、天下人の象徴たる安土城をも手に入れる。が、時勢は光秀になびかなかった。織田家の諸将は一様に信長の仇討を叫び、光秀の旗の下に参ずる大名は誰一人としていなかった。やがて中国攻めの総司令官であった羽柴秀吉が怒涛の勢いで京へ向かっているという情報がもたらされ、諸将は秀吉を光秀討伐の盟主と仰ぎ、続々とその麾下に参集した。光秀には時代の翹望に応える力がなかった。信長は刻薄残忍という欠点を持ちながらも、その欠点が旧弊を破壊して新たな時代を切り開く力となっていたが、光秀にはそうした力を何も持たなかった。時代は光秀を望まず、いま山陽道を驀進してくる秀吉を迎えようとしていた。やむなく光秀は京南郊の山崎において羽柴軍と対峙することになるものの、所詮は多勢に無勢であり明智軍は無残に潰乱した。光秀は命からがら戦場を脱け出すものの、逃避行の最中に土民の槍にかかって呆気無く落命する。
道三によって大器を見出された二人の男は、その対照的な資質から互いに異なる衣鉢を受け継いだが故に宿命的に相まみえることとなり、共に散った。

## 主な登場人物

### 斎藤道三編
斎藤道三（松波庄九郎）
『道三編』の主人公。かつては「法蓮房」の法名で京の日蓮宗妙覚寺本山の僧をしていたが、国主となり末には天下を手に入れるという野望を抱いて還俗。美濃の守護職土岐氏に仕えて頭角を現し、類まれな謀才を存分に振るってのし上がり、ついには土岐氏を追い払って美濃一国を盗みとった。その卓抜した謀才は、うかつに手を出せば喰いついて離れぬという「蝮」の蔑称とともに畏怖され、美濃侍並びに諸国の大名を慄えあがらせた。
妙覚寺の僧時代には「智恵第一の法蓮房」と呼ばれ、「学は顕密の奥旨を極め、弁舌は富僂那にも劣らず」とまで讃えられた秀才。さらに舞もでき鼓も打て、笛を唇にあてれば名人の域と言われ、果ては刀槍弓術までこなしてそれらも神妙無比の域に達している。大名としての力は天下の諸侯の中でも抜きん出ており、政治・軍事を問わず辣腕を振るい、時代を大きく塗り替える革新的な政策を数多く施行した。さらに経済政策においては中世的な寺社勢力による専売制を破り、自由な物品の流通を認める「楽市楽座」の自由経済制を実施しようとした。これら道三の斬新な政策の多くは、後に娘婿である信長に受け継がれて完成されることとなる。
強烈な自信家で己の行動に疑念めいたものを片鱗も持たず、自身のなすことならばたとえどのような悪行であろうとも、その精神の中ですべてを正当化してしまう。元は僧でありながら神仏を小馬鹿にし、どころか在天の諸仏諸菩薩に我が身の悪事の加護を願うふてぶてしさを持っている。僧であった頃からの習慣で悪行をなす折には自我偈を唱え、一種の罪障消滅法として題目を念誦する癖がある。一方で、常人の十倍は欲望の強い男であるもののそのために愛憎も強く、家来には家族のように愛情を注ぎ、女人は惑溺するがごとく愛し、領民達もよく慰撫して善政を行い慕われた。当人は善か悪かなどといった範疇に自分を置いているつもりはなく、善悪を超越した一段上の「自然法爾」の次元に我が精神を住まわせていると考えている。
長年世継の義竜との間に確執を抱えていたが、長良川の戦いでついに戦に及ぶこととなり、寡兵を率いて自ら戦場に臨んで敗死した。出陣に先立って、自身の最後を悟った道三は美濃一国を譲るという遺書を信長に送り、自身の果たせなかった天下取りの夢を託した。
現在の研究では、油売りから美濃国主に成り上がった道三の出世物語は、道三一代のものではなく道三とその実父・松波庄五郎の父子二代に渡るものと考えられている。本作においては、土岐頼芸の守護職就任あたりまでが父である松波庄五郎の事跡に当たる（詳細は松波庄五郎の項目を参照）。
赤兵衛
本作の創作人物。道三の従僕。元は妙覚寺の寺男であり、小悪事ばかり繰り返す寺のもて余し者であったが、道三が還俗する際に従って共に寺を出た。以後道三の部下として手足のごとく忠実に働き、ひと度声をかければ何処からでもその悪相を運んでくる。道三が美濃で地位を築いて後は「西村備後守」の名を与えられ、家老格として仕えた。
長良川の戦いの直前、道三の幼少の二児を伴って美濃を落ち延び、道三と自らのかつての古巣である妙覚寺に送り届けた。その後は道三の遺言に従って二児を出家させ、自身も従者として頭を丸めて僧となった。
お万阿
京の東洞院二条にある畿内有数の油問屋「奈良屋」の女主人。入婿の亭主を早くに亡くして若後家となるが、持ち前の商才を生かして店を上手く維持してきた。奈良屋の身代を狙った道三は、盗賊に殺された荷頭の仇を討ったことを口実として奈良屋に現れ、巧みな自己演出で彼女の心を見事につかむ。その聡明さからほどなく道三の野心に気づくものの、かえってそのあくの強さに惹かれて身も世もなく恋い焦がれるようになり、ついに婿に迎えた。爾来道三は本職顔負けの商才を発揮して油屋の身代を拡大させるものの、天下取りの野望を捨てることができず、天下を手に入れた末に正室に迎えると説得し、お万阿を残して奈良屋を去る。以後の道三は折にふれて帰京する度にお万阿に律儀に接し、敵対勢力に誘拐された時などは危険を顧みずに自ら救出に向かった。寡婦同然の境遇に置き、自分の野望の犠牲にしてしまった彼女に憐憫の情を抱き続け、その生涯数多く置いた妻妾の中でもお万阿を最も愛した。
荏胡麻油から菜種油へと油事業の転換を機に店を畳み、その後は嵯峨の天竜寺近郊に庵を構えて「妙鴦」の法名で尼となる。道三の死を聞いて後はその霊を弔って日々を送り、晩年は見る者の心も洗い流すような清らかな老尼となった。
長井利隆
美濃の実力者。土岐頼芸の側近。美濃きっての大寺鷲林山常在寺の住職を務める弟の日護房がかつて妙覚寺で道三と学友同士であったことから道三を知り、道三の美濃での仕官の世話をした。道三が眼を見張るような策謀で頼芸を守護に就けることに成功するに及んでその才気に感服し、老齢で子もないことから道三を養子に迎え、長井氏の家督を譲り渡した。その心内で道三の野心を薄々感づいていたが、美濃国が戦国乱世の荒波を乗り越えて生き残るためには毒物かも知れぬが高い才覚を持つ道三に舵取りを任せるより他ないと考え、自身は剃髪して隠居した。
史実では利隆には長井長弘という息子がおり、道三の父である松波庄五郎に殺害された。庄五郎はその後に長井氏の家督を乗っ取り、「長井新左衛門尉」と名乗ることとなる。
土岐頼芸
美濃の守護大名・土岐政頼の弟。兄との相続争いに敗れた後、郊外の鷺山に館を与えられて逼塞し、以後毎日遊芸に明け暮れて生活していた。しかし長井利隆が連れてきた道三を知りその多種多芸な才に魅了され、閑暇を持て余してたことから無聊の慰め役として臣下に加える。道三が魔術的な策謀で自身を守護職に就けたことによって改めて道三に傾倒し、無二の能臣として大いに寵愛した。その日常は懶惰を極め、昼夜を問わず酒色に耽るばかりの生活を送っている。唯一の取り柄は画才で、その筆による鷹の絵は「土岐の鷹」と呼ばれて京の好事家の間で珍重されているが、画才がなければ何のためにこの世に存在してるかわからないような人物。怠惰で多情であるという頼芸の人物を見抜いた道三は、酒色に惑溺させて政務から遠ざけ、自身が美濃国の実権を握った。
抵抗勢力の大半を押さえていよいよ権力基盤を固めると、道三はそれまでの忠臣の仮面を俄に剥ぎ取って野心の牙をむき、頼芸を国外に追放して「国盗り」を完成させた。その後は尾張の織田信秀に保護され、美濃と尾張の休戦協定によってほんの一時美濃へ戻るものの、再び両国の関係が悪化するやすぐさま追い立てられて越前に落ち延び、朝倉氏の庇護を受けそこで生涯を終えた。
深芳野
頼芸の寵姫。この世のものとも思えぬ神々しいまでの美貌の持ち主で、その美しさは美濃中で知らぬ者のないほどのもの。初対面で我もなく見とれてしまった道三は頼芸からこの愛妾をも奪い取ることを決意し、ほどなく座興の賭け事の品として深芳野を得る。すでにその時深芳野は頼芸の子を宿しておりほどなく義竜を生むこととなるが、道三は義竜を頼芸の子であると感づきながらも自身の子として育て、頼芸を追い払った後に頼芸の胤である義竜を飾り雛のように守護に据え、自身が後見人として美濃の実権を握った。
頼芸が道三によって追放された後は道三の許可を得ることなく落飾し、川手の正法寺の尼僧となった。頼芸に対してさしたる愛情を持っていたわけではなかったが、自身を正室にせず妾の地位に留めた道三の仕打ちを密かに怨み続け、やがてその怨念は出生の秘密を知った義竜にのり移り、道三の身の破滅を招くこととなる。
織田信秀
尾張の戦国大名。信長の父。尾張の守護代である清州織田氏の傍系出身であったが、実力で領地を切り取って宗家を圧倒する勢威を得、尾張半国の支配者となった。稀有な軍略と謀才に恵まれ、尾張国内のみならず近隣の国にも兵を出して巧緻な戦術で勢力を拡大し、「尾張の虎」の異名をとった。美濃にも幾度も侵攻したが、常に道三の機略の前に敗退させられ敗北を被り続けた。しかしその戦術眼は尋常なものではなく、道三も侮れぬ相手として一目を置いていた。
合戦の果てについに和睦を図ることを決め、息子の信長と道三の娘の濃姫との縁談を申し入れるが、婚姻の成立後にほどなく卒中で斃れて急死する。信長の天才性を早くから見抜き、重臣達から廃嫡の声が上がりながらも後継者の地位に据え続けた。

### 織田信長編
織田信長
『信長編』の主人公。織田信秀の嫡男。幼少期は奇矯な振る舞いが多く、下人のような格好で領内をふらつき、「うつけ殿」や「たわけ殿」などと陰口を叩かれた。世継としての器量を危ぶむ声も上がったが、信秀は奇行の奥に隠れた才質を見抜き、敢えて家督を継がせた。信秀と同様に道三も信長の可能性を見い出し、自身の成し遂げられなかった天下統一の夢を託し、様々な厚情を与えた。奇抜な発想で既成概念にとらわれない斬新な政略・戦術を次々と編み出し、尾張を統一して美濃をも併呑し、京に旗を立て畿内を制圧し、戦国時代の終焉に筋道をつけた。
さながら子供の精神を残したまま大人になったような性格で、世間一般の常識や作法なども理に合わぬと判断すれば頭から受けつけない。筋金入りの合理主義者で、非合理でものの役に立たぬ中世的権威を甚だ憎み、徹底的に破壊し尽くして新時代を築くことを己の使命と考えている。非合理なものに対しては病的なまでの憎悪を抱き、特に神仏が宗教的権威の上に胡座をかいて暴慢に振る舞うことが許せず、当時としては極めて珍しい無神論者であり神仏や霊魂など目に見えぬものは一切信じない。反面、合理的に洗練された西洋文明には強い関心を抱き、特に鉄砲の効能を見出して大量に手に入れ、その火力で他の大名を圧倒した。実利に徹した性格から人間を機能としてしか見ず、自らの家臣であっても用済みと判断すれば平気で知行を取り上げて放り出すなど、人間をさながら道具のようにしか扱わない。一方で豪放磊落で侠気を見せる者を好み、自身の目にかなった存在には常日頃の様子からは窺えないような情を見せることもある。
己の定めた法を破ることを秋毫にも許さず、領地の統治は厳格を極め、家臣や領民達の誰もがその存在を畏怖した。軍規に関しても一糸の乱れすら許容せずに違反者は厳罰に処し、一号の号令は万雷となって兵達の頭上に落ち、戦慄恐懼をもって統制した。一度戦の火蓋を切れば電光石火の如く軍を進めるものの、事前に入念な準備を重ねて必ず勝てると踏まねば決して動かぬという慎重さも持っており、桶狭間の大勝も奇功であると厳しく自戒し、味をしめて奇功を狙うような戦法を生涯ついに取らなかった。商業の発達した尾張の生まれだけあって経済感覚に富み、農業本位の領国経営思想しか持たなかった当時の大名としては例外的に近代的な経済思想を備えていた。
道三については父の信秀以外に自らの資質を理解してくれた唯一の存在であることから生涯好意を持ち続け、その政治思想や戦法の革新性も大いに好み、自身の政略軍略に踏襲した。光秀に対してはその因循なまでの尚古趣味を嫌い、有能さを高く買いながらも常に虫が好かず、時に感情を爆発させて赫怒のあまり自ら打擲することもあった。
抵抗勢力を果敢に殲滅して近畿をほぼ支配下に置くことに成功し、天下統一への布石を着実に押し進めた。しかし家臣統制のあまりの苛烈さから光秀の謀反を招き、本能寺の変において自害する。
明智光秀
『信長編』のもう一人の主人公。土岐氏の支流である明智氏の出身で、道三の正室・小見の方の甥。幼少の頃より飛び抜けて利発で、道三もその聡明さを愛して猶子に迎え、自らの政治軍略のことごとくを訓育した。長良川の戦いに際してその才能を惜しんだ道三の薦めで美濃から落ち延び、諸国を流浪した末に足利将軍家の知己を得て幕臣として取り立てられ、室町幕府の再興に情熱を燃やすようになる。その後、信長との親交を望む将軍義昭の計らいで織田家の将となり、信長にその有能さを評価されて室町幕府が崩壊した後も重臣として仕え続け、羽柴秀吉と並ぶ織田家の双肩として活躍した。
政治・軍事のあらゆる面に優れ、織田家随一の智将として讃えられた。大局的な見地から戦略を立てるだけでなく、戦場で兵を指揮する能力も非凡であり、個人としても刀槍鉄砲などあらゆる武芸に長じている。さらに詩歌管弦に堪能で万巻の典籍を諳んじるほどのその学才は、天下の武将の中で比類なしと評された。有職故実に通じ典礼にも明るいため、外交官としても稀有な能力がある。豊かな古典教養を身を浸して成人したためか感傷的で涙もろい面もあり、流亡の将軍の境遇を聞けば涙をこぼし、策謀に優れた面からは想像もつかないような可憐さも持っている。唐土の諸葛孔明や文天祥のような主君への忠節を貫いた義人に憧れ、己の生をそのような詩的な生涯として装飾することに強い情熱を抱いている。古典を愛するばかりに頑迷なほどの保守主義者であり、諸事につけて新奇なものを好む信長とは対照的な性格。神仏などまるで信じぬ信長とは逆で宗教的権威に対しても素直にかしずく敬虔さを持っており、叡山焼き討ちの凶行の際には懸命に諫止しようとして信長の逆鱗に触れた。
我が子のように愛し教唆を与えてくれた道三を師として生涯敬慕していたが、道三の革新性に好意を持った信長と異なり、光秀は道三が備える教養の深さに強く惹かれた。共に道三の弟子でありながら信長とはその性格がまるで異なり、何かにつけてそりが合わずに度々衝突した。
その有能さから信長に重用されるも、部下をさながら道具のようにしか扱わない信長の酷薄さに次第に追いつめられてゆき、憔悴しきった末についに本能寺の変の凶行に及ぶ。一時は畿内を征して天下の大名に号令をかけるものの上手くいかず、中国攻めを切り上げて急遽帰還した秀吉の軍に山崎の戦いで潰乱させられる。その後逃亡を図るものの落ち武者狩りの土民の槍にかかって死亡し、その天下はわずか十三日で終わった。
本作では光秀は道三の正室・小見の方の甥として登場するが、史実上は光秀の出自は諸説あって確定していない。同様に光秀の前半生には不明な点が多く、本作ではかなりの部分が創作で補われている。
濃姫
道三の娘で信長の正室。「濃姫」は通称であり、本名は「帰蝶」。道三との和睦を願った信秀のはからいで、織田家に輿入れしてきた。祝言を上げた直後から夫の奇矯な振る舞いに当惑させられるものの真摯に理解しようと務め、精神的な支柱となって信長をよく支えた。誰に対しても無愛想な信長も濃姫には愛情を感じ、この男なりに折にふれて様々な好意を見せた。
生母の小見の方の甥であることから、光秀とはいとこ同士になる。光秀は幼少の頃から面識があった濃姫に密かに想いを寄せており、一時は縁談も持ち上がったこともあった。濃姫が「うつけ殿」と悪名高い信長に縁付いたことから、以後の光秀は特別な感情なしに信長という存在を考えることができなくなり、何かにつけて対抗意識を燃やすようになる。
本能寺の変の際には信長と一緒に本能寺に滞在しており、自ら薙刀をとって戦うものの明智軍の兵に討たれ、信長に先立って死ぬ。史実では濃姫は信長との婚儀を境に史書にその名が登場しなくなり、どのような後半生を送ったのかは定かではなく。本能寺の変で信長とともに死んだというのはあくまで一説である。
羽柴秀吉（木下藤吉郎）
織田家の武将。尾張中村の貧農の出で、諸国を流浪した後に小者として織田家に仕えた。やがて智恵者で機転がよくきくことから信長の抜擢を受けて将校となり、外交・軍略ともに極めて有能なために寵用され、異例の出世を遂げて重臣となる。信長の苛烈なまでの人使いの荒さによく耐え、耐えるだけでなく信長の心の機微を敏感に洞察して巧みに応え、甚だ仕えにくいこの主に誰よりもうまく仕えた。真面目一徹で不器用な光秀は、秀吉ように軽妙な機微を働かせることができず、ともに有能さを買われて重用されながらも信長の心をつかむことはできなかった。
本能寺の変の際には中国攻めの指揮をとっていたが、後世中国大返しと呼ばれる大強行軍でいち早く京に帰還して光秀を討ち破り、信長の後継者としての地位を固める。
明智光春
光秀の重臣。通称は「弥平次」で、歳は離れているが従兄に当たる。牢人の境涯に落ちた頃から光秀と苦楽を共にし、貧困に喘ぎながらも光秀をよく支えた。光秀が大身となってからはその麾下の侍大将となり、政軍ともに高い能力を発揮して甲斐甲斐しく働き、光秀も最良の家臣として強い信頼をおいた。
光秀の死後は近江坂本城で秀吉相手に抗戦するが、籠城の果てに敗れて自害する。
徳川家康
東海の小国・三河の大名。元は隣国の今川氏に隷属していたが、桶狭間の敗戦で今川氏が没落した後に自立して信長と同盟を結び、以後信長の最大の同盟者として行動を共にする。
信義を決して違えぬ律義者として広く知られ、信長も多くの同盟者の中でも格別な信頼を寄せた。誰よりも実直に信長の命を受け入れ、反織田同盟によって信長が危機に晒された際にも決して裏切ろうとせず、信長の人使いの荒さにも愚痴ひとつ言わず素直に応じ、自らの仕事を黙々とこなし続けた。
晩年は「タヌキおやじ」などと呼ばれてまったく逆の評価を得ることになる家康だが、それでも秀吉の死後に多くの豊臣家の家臣が家康を信頼して従ったのは、信長在世時の「律義者」としての評判が役に立ったと司馬は解釈している。
細川藤孝（細川幽斎）
足利将軍家に代々仕える幕臣。近侍していた将軍義輝が京の騒乱を逃れて近江の朽木に流亡していた際、噂を聞いて当地を訪れた光秀と知り合う。互いに幕府再興を願うことから意気投合し、以後盟友として莫逆の契を交わし、共に辛苦を重ねた。政才・軍才ともに備えた稀有な器量人であるが文化人としても優れ、その雅名は京の公家社会にも鳴り響くほどのもの。
時勢を見極めることに卓抜した識見を持ち、自己保全に関しては奸佞といえるほどの鋭敏な感覚を備えている。早くから信長の時代の到来を予見し、信長が反織田同盟の渦中で苦闘していた際にも「幽斎」と号して隠居して将軍家との縁を切り、織田家の家臣となって丹後国に封ぜられた。本能寺の変後は光秀に共闘を持ちかけられるものの、光秀には天下人になる器量がないと判断して見限り、髻を切って頭を丸め、信長を弔う葬礼を粛々と執り行い世評を得た。その後は秀吉に近づいて豊臣政権において重用されるものの、秀吉の死の直後には新たに見込んだ家康に近づき、徳川政権でも息を繋ぐことに成功した。この男が興した細川家は江戸時代を通して大大名として存続し続け、ついには明治まで生き延びた。司馬はこの藤孝のしたたかな生き様を、フランス革命とその後のナポレオン政権下でも変わらずに権力の中枢に居座り続けたジョセフ・フーシェに例えている。
武田信玄
甲斐国の大名。天才的な軍才を持つ武将として広く知られ、最強の名を恣にする武田軍を束ねる存在として諸大名を畏怖させてきた。信長もかねてより信玄の軍才を恐れ、その機嫌を損じないよう親善外交を欠かさずにきた。
かねてより上洛して京に旗を立てることを宿願とし、長年隣国越後の上杉謙信や小田原の北条氏に足を取られていたが、義昭の御教書に応じて遅ればせながら軍を起こす。行く手を阻もうとする家康を三方ヶ原の戦いで蹴散らして進撃するものの、ところが中途で病に斃れそのまま回復することなく急死する。信玄の死は反織田同盟に痛撃を与え、同盟崩壊の決定打となった。
その後武田家は息子の勝頼が継いだものの、長篠の戦いで信長の斬新な鉄砲戦術の前に大敗を喫して往年の勢威を失くし、やがて甲州征伐において滅亡することとなる。
足利義昭
十三代将軍義輝の弟。幼少の頃に出家し、「覚慶」の名で奈良の一乗院の門跡として過ごしていた。やがて松永久秀によって義輝が暗殺されたことにより軟禁されていたが、身の危険を案じた光秀が細川藤孝とともに救出し、その後光秀の奔走により信長の支援を受けて十五代将軍の座に就く。将軍就任当初は信長に恩を感じていたが、自身が飾り物の将軍として扱われていることに気づくや、信長の排除を画策し始める。
大の陰謀好きで、諸国の大名に密かに信長討伐の御教書をばら撒いて反織田同盟を構築し、影の謀主として水面下で様々に暗躍し、たびたび信長の手を焼かせた。聡明ではあるが性格が多分に軽率な上に短慮であり、自身で担ぎ上げた将軍ながらも光秀は次第にその人物に失望していった。長く僧門にいたため世情に疎く、現実がいま一つ解らないところがあり、衰亡しきった室町将軍の権威がいまだに通用すると思い込んでいる。
反織田同盟の柱石であった武田信玄が死んで同盟に大きく亀裂が入ったことを機会に、信長によって京から追放される。義昭が追放された後は後継の将軍が立てられることはなく、室町幕府は事実上崩壊した。
斎藤義竜
道三の世子。土岐頼芸に下賜された深芳野が産んだ子だが、道三の下に来る前から義竜を身籠っており、本来は頼芸の子である。道三は一応は義竜を世子として育てたものの当然ながら愛情など湧かず、常に微妙な距離を置いて接した。六尺五寸（約197cm）・体重三十貫（約111kg）という類を絶した巨軀の持ち主であり、道三は陰で「ばけもの」と呼んで忌み嫌った。
頼芸の胤であることは家中の誰もが知る公然の秘密であったが義竜当人のみは知らず、自身に冷たい道三の態度に苦しみながらも忍従してきたが、やがて思わぬことから出生の秘密を知るに及んで道三に対する憎悪を爆発させ、土岐氏の旗を立てて反乱を起こして道三を討ち取った。道三の死後は土岐氏の正嫡として守護の座に座り、美濃を治めた。義竜を嫌う道三は義竜を愚人と決めつけていたが、政軍ともに有能で辣腕を振るい、信長も容易に手が出せないほどの見事な統治を行った。
しかし守護就任後、ほどなく卒中で斃れて三十五歳の若さで世を去る。跡継ぎの竜興は正真正銘の愚人であり、これを奇貨とした信長は美濃に攻め込み、竹中半兵衛ら斎藤家の家臣の離反もあって稲葉山城の陥落に成功し、美濃を併呑した。
義竜が頼芸の子であるという説はそれを裏付ける当時の史料が存在しないため、現在の研究では後世の創作という見方が有力である。
今川義元
駿河・遠江を領する守護大名。将軍家の分家である今川氏の当主で、東海の覇王ともいうべき大大名。天子・将軍を擁して天下に号令せんと意気込み、上洛を企図して大軍を起こし、信長が家督を継いだばかりの尾張を恐慌に落とし込んだ。悪名高い「うつけ殿」など容易に蹴散らされてしまうと誰もが思ったが、信長は圧倒的な軍威に慢心する義元の油断を突き、桶狭間（正確には田楽狭間）において奇襲攻撃を敢行して見事にその首を上げた。この勝利は信長の名を一躍挙げ、「うつけ殿」の悪評を払拭してその名を高らしめるきっかけとなった。
松永久秀
畿内の実力者。元は京郊外の農村の出身で、京を支配する三好氏の重臣である安田家に仕えていたが、その有能さを重宝されて主家の三好氏の祐筆となり、後に家老にまでのし上がって三好家の家政を牛耳り、ひいては京の実質的な支配者となった。自身の意にそぐわぬ者はたとえ主筋の人間であろうと躊躇することなく暗殺し、ついには将軍義輝までも殺し、下克上の世でも稀なほどに弑逆を繰り返した。弾正少弼の官位から「松永弾正」の名でも知られる。
智謀に優れ、海千山千といった外交能力を備える上に、畿内のどの武将よりも戦に熟達している。政治軍事に優れるだけでなく文雅の才もある風流人でもあり、多彩なその才覚は建築の面でも発揮され、史上初めて天守閣を備えた信貴山城を築いた。道三とは同郷であり、一介の匹夫から美濃の支配者に立身した道三を憧憬し、かねがね私淑していた。
信長が上洛して京を制圧した後は信長に降伏し、織田家旗下の一大名として恭順する。しかしたびたび反織田同盟に加担して裏切りを繰り返し、ついには信長の包囲を受けて信貴山城に立て籠もり、交戦の末に城に火をかけ自害した。
浅井長政
北近江を領する大名。美濃攻めの際に西方の浅井氏との同盟を欲した信長により、妹のお市の方を娶った。そのため信長とは義兄弟の関係にある。
しかし信長が朝倉氏討伐のため越前へ向かった際に突然離反し、朝倉と呼応して織田軍を挟撃し、金ヶ崎の戦いで信長を絶体絶命の窮地に追い込んだ。辛くも難を逃れた信長は、体制を立て直した後に姉川の戦いで浅井・朝倉の連合軍を大敗させ、その後小谷城の戦いで居城を攻め落とし、長政を自害に追い込んだ。長政の死後、信長はその頭蓋を割って杯を作らせ、その杯で酒を呑むという狂気の祝宴を開いた。光秀は信長の常軌を逸した行為に怖気をふるい、その嗜虐性の凄まじさに戦慄した。
荒木村重
織田家麾下の大名。摂津国池田の池田氏に仕え、若くして頭角を現し家老となる。その後池田氏と同盟した信長に有能さを気に入られ、池田氏の代わりに重用される。その後数々の軍功を立てて摂津の国持大名となるものの、ところがほどなく謀反の風説を流される。村重にはもとよりそんな意志などなかったが、猜疑心の異常に強い信長の疑念を払拭することは不可能と考え、やむなく居城の伊丹城に籠城して謀反に踏み切った。
長い抗戦の後に辛うじて逃亡するも、残された一族郎党はことごとく焚殺された。この事件は光秀に信長の敵愾心の強さを改めて思い知らせ、村重の身の破滅を信長に好かれていない我が身に引きあわせて恐怖し、後の本能寺での凶行に踏み切らせる遠因となった。

## 書誌情報
- 新潮社単行本全4巻1966年
  - 前後編 1967年8月
  - 新版前後編1991年10月（前編 ISBN 4103097337、後編 ISBN 4103097345）
- 新潮文庫全4巻 1971年11-12月 （1 ISBN 4101152047、2 ISBN 4101152055、3 ISBN 4101152063、4 ISBN 4101152071）
  - 改版全4巻 1985年10月
  - 新版全4巻 2004年1月
- 文藝春秋司馬遼太郎全集10、11『国盗り物語 前、後編』 1971年10-11月（前編 ISBN 4165101001、後編 ISBN 4165101109）

## ドラマ化
今までにNHK、テレビ東京で二度に渡りドラマ化している。伊吹吾郎と竹脇無我は双方に出演している他、大河ドラマ版の出演者である津嘉山正種がテレビ東京版でナレーションを担当している。

### 大河ドラマ版
NHKにより大河ドラマ化され、1973年1月7日-12月23日の間放映。司馬の戦国関係作品から設定を加えている。

### 新春ワイド時代劇版
2005年1月2日にテレビ東京開局40周年記念ベルーナ新春ワイド時代劇にて放送
。主人公2人にゆかりの深い岐阜県の岐阜放送が、新春ワイド時代劇本放送を初めて同時ネットした作品である。

#### サブタイトル
- 第1部「天下への野望 道三と戦国の女たち」[2]
- 第2部「蝮の道三、虎の信長」[3]
- 第3部「信長・桶狭間の戦いから天下布武への道」[4]
- 第4部「信長と光秀 宿命の本能寺」[5]

#### スタッフ
- 脚本：宮川一郎（第1部～第4部）、大石静（第3部）[4]
- 音楽：沢田完
- 主題歌：加藤登紀子「絆 ki・zu・na」
- ナレーター：津嘉山正種

#### キャスト
- 斎藤道三：北大路欣也
- 織田信長：小阪諒→伊藤英明
- 明智光秀：八木澤征秀→渡部篤郎

- お万阿（妙鴦）：高島礼子
- 深芳野：鈴木杏樹
- 小見の方：尾崎千瑛→遠野凪子
- 斎藤義竜：池ノ谷桃太→倉田てつを
- 斎藤孫四郎：平井優也
- 斎藤喜平次：中村ゆうや
- 斎藤竜興：福薗由布樹
- 濃姫（帰蝶）：種香織→森本更紗→菊川怜
- 織田信忠：芹沢秀明
- 織田信秀：伊吹吾郎
- 土田御前：斉藤絵里
- 織田勘十郎：石野理央
- お市：高木まみ子
- 織田彦五郎：堀田寛裕
- 細川藤孝（幽斎）：杉本哲太
- 細川忠興：古畑勝隆
- 足利義輝：千葉哲也
- 足利義昭（覚慶）：相島一之
- 徳川家康：沢村一樹
- 木下藤吉郎：岡田義徳
- 柴田権六：野村将希
- 朝倉義景：本田博太郎
- 浅井長政：西村匡生
- 今川義元：田村亮
- 武田信玄：中村敦夫（特別出演）
- 本多平八郎：菊池孝則
- 耳次：照英
- 各務野：左時枝
- 赤兵衛：平田満
- 杉丸：宮川一朗太
- お槙：酒井法子
- お玉（細川ガラシャ）：田中美悠→石川梨華（モーニング娘。）
- お静：高松あい→安田美香
- お国：和泉ちぬ
- 明智頼高：小野寺昭
- 明智光安：三上市朗
- 明智弥平次：平山広行
- 丹羽長秀：二反田雅澄
- 森蘭丸：丸山隆平（関ジャニ∞）
- 滝川一益：前田耕陽
- 平手政秀：和崎俊哉
- 平手五郎右衛門：山本辰彦
- 林通勝：成瀬正孝
- 荒木村重：竹脇無我
- 中川清秀：高井清文
- 青山与三右衛門：森下哲夫
- 服部小平太：加納明
- 毛利新助：白石朋也
- 土岐政頼：原田大二郎
- 土岐頼芸：伊武雅刀
- 揖斐五郎光親：佐藤仁哉
- 鷲巣六郎光敦：伊庭剛
- 土岐八郎頼香：下元佳好
- 土岐小次郎頼秀：水野純一
- 日根野備中守：桐山浩一
- 静香：一色彩子
- 長井利隆：磯部勉
- 長井藤左衛門利安：山田明郷
- 斎藤利三：大鷹明良
- 春日丹波守：福本清三
- 米田求政：潮哲也
- 松永多左衛門：津村鷹志
- 六角浪右衛門：内田勝正
- 旅商人風の男：出川哲朗

| テレビ東京 新春ワイド時代劇 | テレビ東京 新春ワイド時代劇 | テレビ東京 新春ワイド時代劇         |
| 前番組                      | 番組名                      | 次番組                              |
| --------------------------- | --------------------------- | ----------------------------------- |
| 竜馬がゆく （2004年）       | 国盗り物語 （2005年）       | 天下騒乱〜徳川三代の陰謀 （2006年） |